# Himalaya (radioprogram)
Himalaya var ett radioprogram, stavades "Himmalajja", som sändes på vardagseftermiddagarna efter kl. 16.00 i SR (Riksradion på den tiden) under många år under 1970- och 80-talen. Målgruppen var ungdomar från  tonåren och uppåt, och programmet tog upp lite grann om hur det är att vara ung, med allt vad detta innebär. 1987 fick man ny sändningstid när Efter 3 lanserades i SR P3, men tappade delar av lyssnarskaran och programmet lades så småningom ned. I dag finns det andra radioprogram med liknande upplägg i SR. 
Programmet skapades och producerades av skådespelaren Hans Ernback.

### Fotnoter
1. ↑  ”Retrogalaxen”. http://www.retrogalaxen.se/himalaya.htm. Läst 17 april 2011.